# Vlag van Berkshire
De vlag van Berkshire, een van de traditionele graafschappen van Engeland in Engeland, De vlag werd in maart 2017 bij het Flag Institute geregistreerd als de vlag van de ceremonieel graafschap. De vlag werd aangenomen nadat het ontwerp was ingediend door een aantal provinciale instanties en door de Lord Lieutenant van de provincie. Voorafgaand aan de goedkeuring werd af en toe een vlag van het wapen van de voormalige Berkshire County Council (afgeschaft in 1998) gebruikt om de provincie te vertegenwoordigen.

## Ontwerp
De vlag heeft een traditioneel symbool van de provincie, het hert en de eik. De connectie van dit ontwerp met het graafschap dateert in ieder geval uit het gedicht Battle of Agincourt uit 1627 van Michael Drayton, waarin hij de mannen van Berkshire beschrijft die marcheerden onder het symbool van "een hert, onder een eiken die stond". Het hert heeft een twaalfpuntsgewei (kenmerk van "koninklijk hert" edelhert), een verwijzing naar de titel van het graafschap als het "Royal County of Berkshire". Het hert en de eik vertegenwoordigen samen de bos- en hertenkuddes van het graafschap. Het Flag Institute beschouwt het ontwerp als "traditioneel".

## Eerdere vlagontwerpen
Voorafgaand aan de goedkeuring in maart 2017 waren er een aantal voorstellen voor een Berkshire-vlag. De meeste van deze ontwerpen bevatten ook het hert en de eik.
In 2006 stelde de Berkshire-historicus David Nash Ford een vlagontwerp voor, waarbij het hert onder een eik stond op een achtergrond van wit en blauw. Het ontwerp, losjes gebaseerd op de vlag van Wales, verwerkte het hert en de eik in een cirkelvorm vergelijkbaar met die van het Royal Berkshire Regiment. Dit kenmerk maakt ook deel uit van de toppen van een aantal Berkshire-organisaties, zoals Reading R.F.C., de voetbalbond van Berkshire en Buckinghamshire, de Berkshire Cricket Board, de Berkshire Federation of Women's Institutes, De blauwe en witte banden zijn ook afkomstig uit het provinciewapen, maar kunnen ook zijn geïnspireerd door de rivier de Theems en de krijtheuvels van de Berkshire Downs, of de kleuren die door Berkshire-boogschutters werden gebruikt tijdens de Slag bij Azincourt. Ze kunnen ook de horizontale hoepels van het thuistenue van Reading FC weerspiegelen.
Een later voorstel, gemaakt door Michael Garber, behield de lokaal betekenisvolle kleuren en symbolen uit het oorspronkelijke ontwerp van Nash Ford. Het Nash Ford-ontwerp werd ongeschikt geacht als vlag omdat de gouden lading op wit de regel van tinctuur overtreedt, waardoor twee lichtere kleuren niet goed contrasteren en de gouden lading dus vanaf elke afstand zichtbaar wordt. Het wordt ook als verwarrend beschouwd omdat de gebogen vorm van de eik die lijkt op een letter "C", sommige mensen ertoe brengt te denken dat het een provincienaam vertegenwoordigt die ook begint met "C". Het Garber-voorstel heeft dus tot doel alle ontwerpcriteria van het oorspronkelijke voorstel in een effectievere opstelling te behouden en werd voltooid na uitgebreid overleg met het Flag Institute.

Banier van de voormalige Berkshire County Council
Vlagontwerp van David Nash
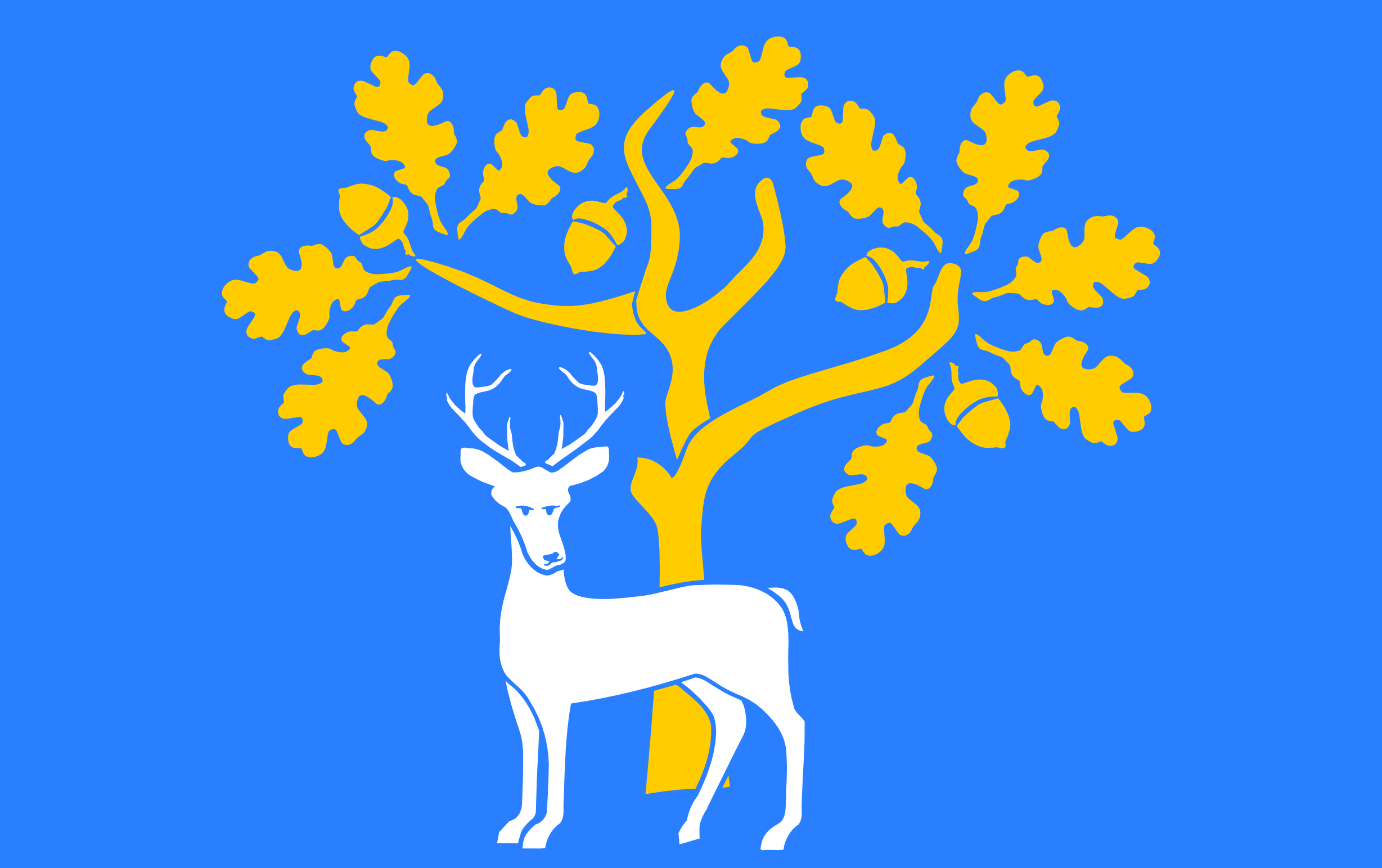
Vlagontwerp van Michael Garber